# Gârbovăț, Caraș-Severin
Gârbovăț este un sat în comuna Bănia din județul Caraș-Severin, Banat, România.

## Personalități
- Ion Păun Otiman (n.1942), inginer agronom, economist, membru titular și secretar al Academiei Române, senator.
- Iosif Ciortuz (1928 - 2005), inginer silvic, profesor doctor universitar la Facultatea de Silvicultură din Brașov.
- Dănilă Goga (1930 - 2003), colonel în Ministerul de Interne, redactor șef al revistei Pentru Patrie.

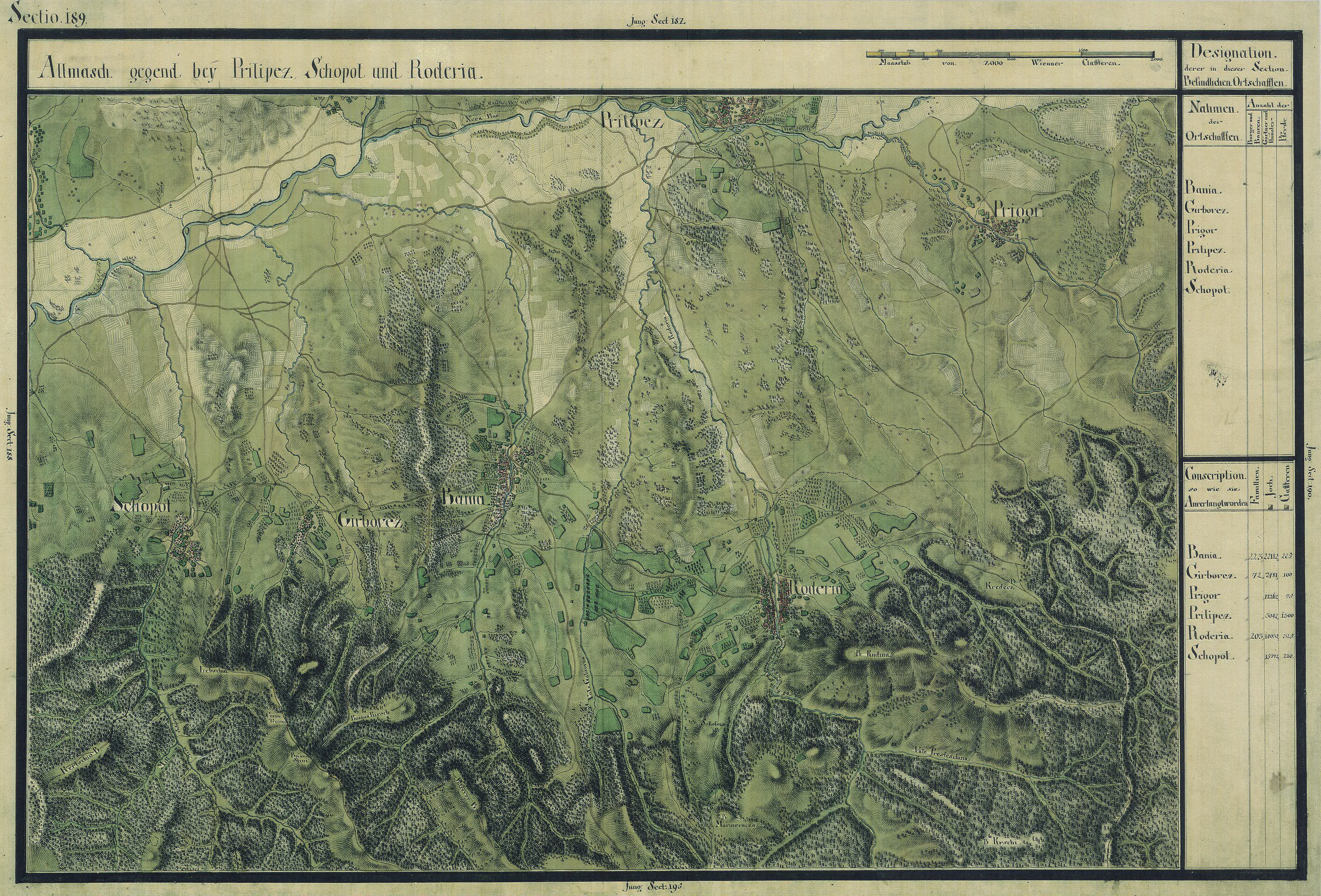
Gârbovăț în Harta Iosefină a Banatului, 1769-72